# Eduard Sõrmus

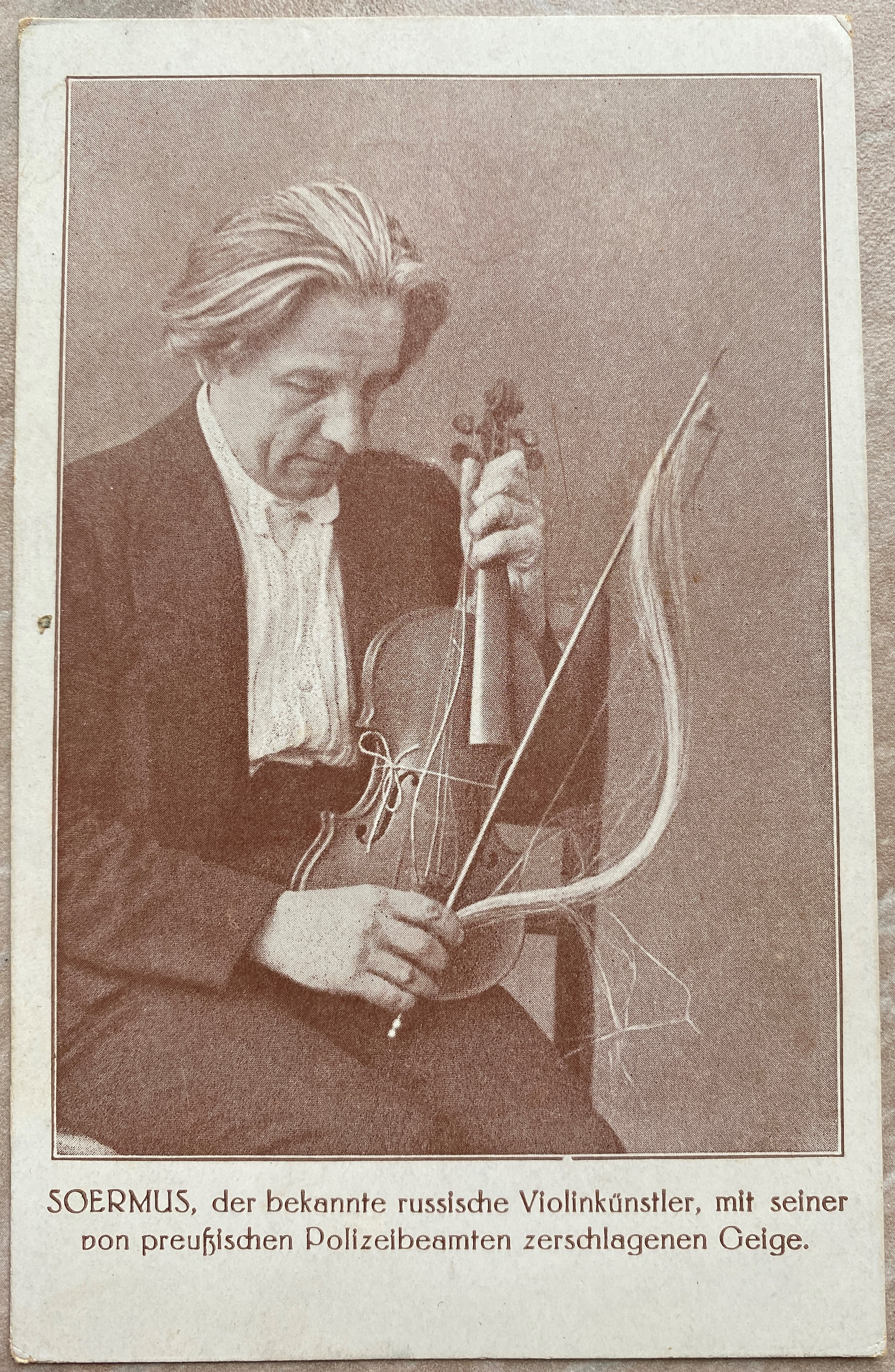
Eduard Sõrmus, mit beschädigter Violine, 1923

Julius Eduard Sõrmus (deutsch auch: Soermus; * 9. Juli 1878 in Luunja; † 16. August 1940 in Moskau) war ein estnischer Violinist. Als überzeugter Kommunist engagierte er sich in der Arbeiterbewegung und wurde als Der rote Geiger bekannt.

## Leben
Sõrmus studierte an der Kaiserlichen Universität Dorpat Geschichte und Philosophie und erhielt seine violinistische Ausbildung am Konservatorium Petersburg. Ab 1901 beteiligte er sich an der revolutionären Bewegung und nahm an der russischen Revolution des Jahres 1905 auf Seiten der Revolutionäre teil. 1904 begann er eine Solistenlaufbahn, musste 1906 aus dem zaristischen Russland fliehen und unternahm daraufhin zunächst Konzertreisen durch Nordeuropa. Später studierte er bei Henri Marteau in Berlin und Lucien Capet in Paris. Nach Konzerten in mehreren europäischen Ländern wirkte er in den 1920er Jahren hauptsächlich in Deutschland.
Seit 1921 trat Sõrmus bei einer Vielzahl von Solidaritätsveranstaltungen kommunistischer Parteien, der Internationalen Arbeiterhilfe und der Internationalen Roten Hilfe auf. Besonderes Engagement zeigte er für Kinderheime in Elgersburg und Worpswede.
Im Anschluss an ein Solidaritätskonzert für die Arbeiterhilfe für Russland im Kristall-Palast Magdeburg wurde er am 1. Mai 1923 von der Polizei verhaftet, weil die Behörden aufgrund seiner politischen Betätigung das Visum annulliert hatten. Hierbei wurde seine wertvolle Vitaszek-Geige zerstört. Schüler und Lehrer des Leipziger Konservatoriums spendeten ihm eine neue kostbare Violine. Eine 1975 am Kristall-Palast angebrachte, inzwischen dort aber nicht mehr vorhandene Gedenktafel erinnerte an diesen Vorfall.
Am 31. Juli 1926 trat Soermus zum wiederholten Mal im Volkshaus von Weimar auf, wobei ihm jetzt untersagt war, für die Kinder Sowjetrusslands Spenden zu sammeln. Auch zu den Konzertbesuchern zu sprechen war dem Geiger untersagt worden – stattdessen sprach seine Frau.
In vielen seiner Konzerte trat er zusammen mit seiner Frau auf, der Pianistin Virginia Sõrmus.

## Rezeption

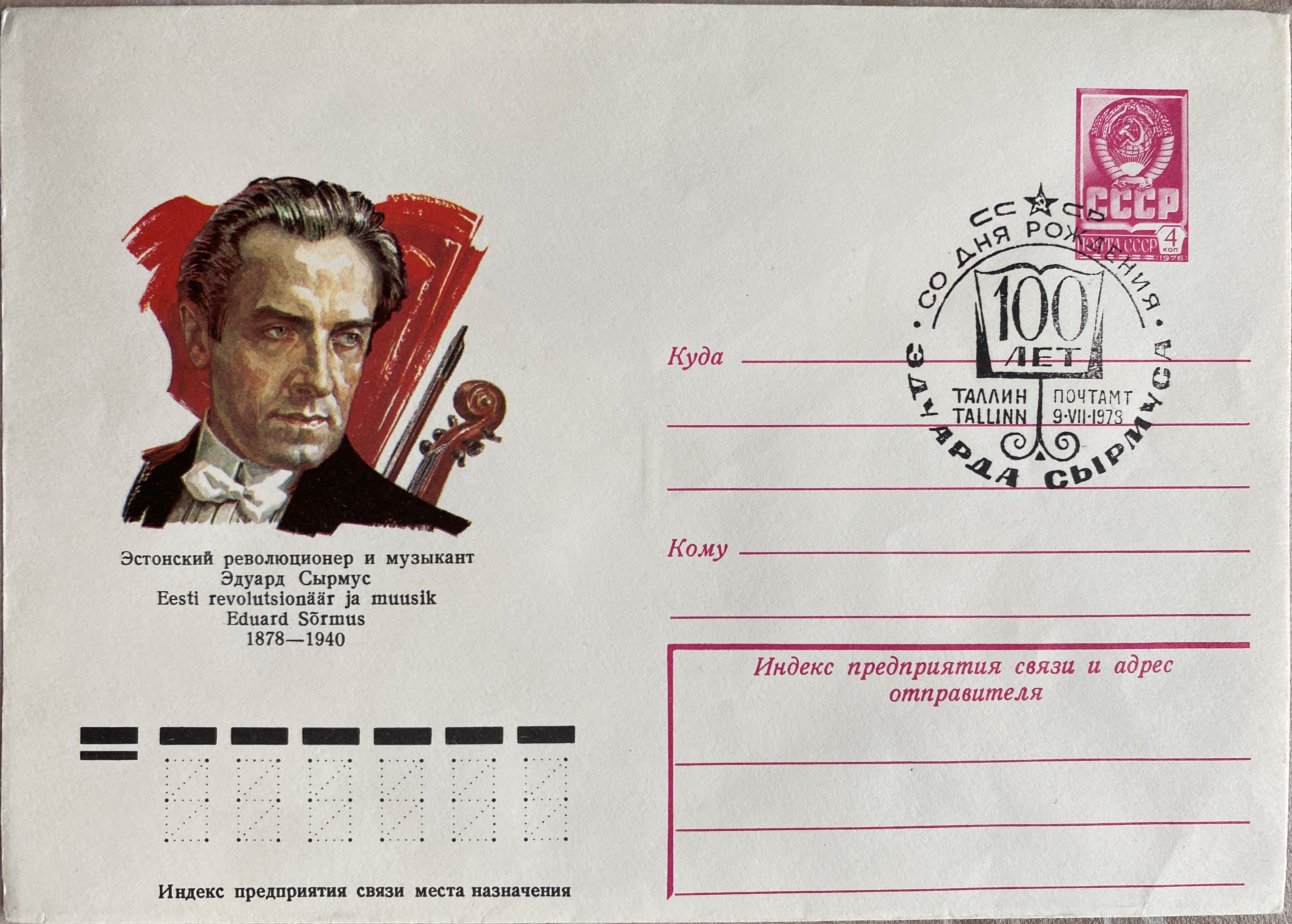
Sõrmus auf einer sowjetischen Postkarte, 1978

Das 1912 von Marc Chagall geschaffene Bild Der Geiger war von der Person Sõrmus inspiriert.
Unter der Regie von Kaljo Kiisk entstand 1975 die Filmbiografie Der rote Geiger, in der Viktors Lorencs die Hauptrolle des estnischen Violinisten übernahm.
Die Stadt Zwickau benannte ihm zu Ehren eine Straße als Eduard-Soermus-Straße, die noch heute diesen Namen trägt. Auch in Radebeul trägt die Soermusstraße seinen Namen.